# Parlament Austrii
Parlament Republiki Austrii – austriacki dwuizbowy organ władzy ustawodawczej, na który składa się Rada Narodowa i Rada Federalna
Parlament w Austrii tworzą:
- izba niższa – Rada Narodowa (niem. Nationalrat) liczy 183 członków wybieranych w wyborach powszechnych, równych, bezpośrednich, tajnych i proporcjonalnych (wybory pięcioprzymiotnikowe), a jej kadencja trwa 5 lat[1].
- izba wyższa – Rada Federalna (niem. Bundesrat) liczy 60 członków. Są oni wybierani przez parlamenty krajów związkowych na czas ich kadencji. Liczba przedstawicieli, jaką mogą wybrać poszczególne kraje związkowe, jest zależna od ich liczby ludności – wynosi maksymalnie 12, a minimalnie 3. Każdy członek Rady Federalnej ma zastępcę.

Parlament austriacki ma formę parlamentu asymetrycznego, w którym izba niższa (Rada Narodowa) wybierana przez obywateli w wyborach ma szersze kompetencje niż izba wyższa (Rada Federalna), która reprezentuje kraje związkowe  Republiki Austrii.
W celu zaprzysiężenia nowo wybranego Prezydenta Federalnego, podjęcia uchwały o postawieniu go w stan oskarżenia lub podjęcia uchwały o wypowiedzeniu wojny, obie izby, jako Zgromadzenie Federalne (niem. Bundesversammlung), zbierają się na wspólnym i jawnym posiedzeniu w siedzibie Rady Narodowej.